# Caenurgina parva
Caenurgina parva är en fjärilsart som beskrevs av Blackmore 1920. Caenurgina parva ingår i släktet Caenurgina och familjen nattflyn. Inga underarter finns listade i Catalogue of Life.